# Obermitterdorf
Obermitterdorf ist ein Dorf und Ortsteil der sieben Kilometer in südöstlicher Richtung entfernten Stadt Regen im niederbayerischen Landkreis Regen. 

## Geographie und Geschichte
Es liegt im Naturpark Bayerischer Wald an der Europastraße 53 (B 11 und B 85), die südwestlich am Ort vorbeiführt. Der nächste Bahnhof befindet sich im etwa zwei Kilometer entfernten Triefenried an der Bayerischen Waldbahn. Außerdem bestehen durch die Regionalbus Ostbayern Busverbindungen Richtung Regen und Viechtach.
Nächstgelegener Ort ist das Pfarrdorf March etwa einen Kilometer südwestlich. Obermitterdorf gehört zur Pfarrei March und war ein Teil der politischen Gemeinde March, bis diese im Zuge der Gemeindegebietsreform zum 1. Mai 1978 in die Kreisstadt Regen eingemeindet wurde. Zwei Kilometer entfernt im Nordosten liegt der Ort Sallitz.
In dem landwirtschaftlich geprägten Obermitterdorf sind Bauernhöfe aus dem 19. Jahrhundert erhalten. Die Höfe in Obermitterdorf waren früher den Regener Kirchen, der Regener Erasmus-Bruderschaft und der Propstei Rinchnach grundbar.